# A Casa da Rússia (filme)
The Russia House (bra/prt: A Casa da Rússia) é um filme norte-americano lançado em 1990, produzido e dirigido por Fred Schepisi. É baseado na obra de mesmo nome do escritor John Le Carré.

## Sinopse
Bartholomew "Bart" Blair é chefe de uma editora britânica com negócios na União Soviética pós-Glasnost. Em uma viagem ao país, se reúne com escritores locais onde é observado por um homem chamado Dante.
Katya Orlova, também um editora russa, tenta sem sucesso localizar Blair para lhe entregar um manuscrito e o repassa a um representante de editora, e este entrega ao governo.
O serviço secreto britânico localiza Blair em Lisboa e o interroga sobre o manuscrito mas ele desconhece tanto o documento quanto Katya. 
É convencido a voltar a Rússia e confirmar a veracidade do manuscrito com Dante. Ele será monitorado tanto pelo britânicos como pela CIA, na pessoa de Russell. 

## Elenco
- Sean Connery......Bartholomew “Bart” Blair
- Michelle Pfeiffer...Katya Orlova
- Klaus Maria Brandauer....Dante/Yakov
- James Fox....Ned
- Roy Scheider......Russell
- J. T. Walsh......Coronel Quinn